# Теребовлянська районна державна адміністрація
Теребовлянська районна державна адміністрація (Теребовлянська РДА) — орган виконавчої влади в Теребовлянському районі Тернопільської області України.

## Структурні підрозділи
- Апарат райдержадміністрації
  - відділ фінансово-господарського забезпечення
  - відділ організаційної роботи
  - відділ діловодства та контролю
  - відділ ведення Державного реєстру виборців
  - відділ юридичної роботи та управління персоналом
  - сектор взаємодії з правоохоронними органами, оборонної та мобілізаційної роботи
- Управління агропромислового розвитку
- Управління праці та соціального захисту населення
- Управління економіки
- Фінансове управління
- Служба у справах дітей
- Відділ освіти
- Відділ культури і туризму, спорту та охорони здоров'я
- Архівний відділ
- Відділ державної реєстрації
- Сектор містобудування та архітектури
- Сектор з питань цивільного захисту
- Сектор у справах сім'ї та молоді
- Сектор взаємодії з громадськістю
- Центр надання адміністративних послуг

## Особи

### Очільники
Представники Президента України:
|  | Прізвище, ім'я, по батькові | Термін повноважень |
|  | --------------------------- | ------------------ |
|  | 1.                          |                    |

Голови райдержадміністрації:
|  | Прізвище, ім'я, по батькові   | Термін повноважень              |
|  | ----------------------------- | ------------------------------- |
|  | 1. Степан Пилипович Бігуляк   | ? — 22 березня 2014             |
|  | 2. Галина Євгенівна Зелінська | 30 квітня 2014 — 21 квітня 2015 |
|  | 3. Юрій Михайлович Ништа      | 21 травня 2015 — 9 липня 2019   |
|  | 4. Ярема Дмитрович Шатарський | 21 січня 2020 — 26 лютого 2021  |

### Заступники
- Володимир Довгань — перший заступник,
- Андрій Кундрат — заступник,
- Марія Чех — керівниця апарату